# Ганс Ріхтер (диригент)
Ганс Ріхтер (нім. Hans Richter; угор. János Richter; 4 квітня 1843, Рааб — 5 грудня 1916, Байройт) — австро-угорський оперний і симфонічний диригент, почесний громадянин Байройта.

## Біографія
Ганс Ріхтер народився в Угорщині в сім'ї музикантів; батько, Антон Ріхтер, був капельмейстером в місцевому соборі, мати, Йозефа Ріхтер (уроджена Чазенскі), співачка, в 1857 році як виконавиця партії Венери брала участь у віденській прем'єрі вагнерівського «Тангойзера».
Ріхтер з раннього дитинства навчався гри на фортеп'яно, співав у церковному хорі. Рано втративши батька, переселився у Відень; співав у хорі хлопчиків при Придворній капелі, де отримав базову музичну освіту. У 1860 році вступив до Віденської консерваторії, вивчав теорію музики у Зехтера, офіційно займався в класах скрипки у Карла Гайслера і валторни у Вільґельма Кляйнеке. Поза тим оволодів багатьма іншими інструментами; композицію і диригування вивчав під керівництвом Франца Лахнер. З 1862 року грав на трубі в оркестрі Кернтнертор-театру.
Після закінчення консерваторії працював як хормейстер в Мюнхенській опері під керівництвом придворного капельмейстера Ганса фон Бюлова, також як хормейстер брав участь у прем'єрі «Нюрнберзьких мейстерзінгерів», після чого був призначений другим придворним капельмейстером. Після відходу Бюлова в 1869 році деякий час виконував його обов'язки, але потім був замінений Германом Леві.
З 1871 року був капельмейстером Національного театру в Пешті.
Ще в першій половині 1860-х років Ганс Ріхтер зблизився з Ріхардом Вагнером, працював з ним як асистент, переписував начисто партитури і користувався його особливою довірою; був свідком на його весіллі з Козімою. У 1876 році при урочистому відкритті Байройтського театру диригував прем'єрою «Перстня нібелунга».
У 1875 році Ганс Ріхтер був призначений капельмейстером Віденської опери та працював в театрі до 1900 року. З 1878 року Ріхтер був другим, а з 1893 по 1900 рік — першим придворним капельмейстером.
Протягом 1875—1882 і 1883—1898 років він щорічно обирався головним (так званим «абонементними») диригентом Віденського філармонічного оркестру. Ця епоха в історії оркестру зветься «золотим віком». Саме в цей період ще порівняно молодий оркестр отримав міжнародне визнання.
Під керівництвом Ріхтера оркестр виконав прем'єри Симфонії № 4 і Симфонії № 8 Антона Брукнера, Симфонії № 2 і Симфонії № 3 Йоганнеса Брамса, закордонну прем'єру Концерту для скрипки з оркестром П. І. Чайковського (соліст Адольф Бродський) і ряд інших творів, чим значно розширив свій репертуар.
Рівночасно в 1879—1897 роках Ріхтер провадив у Лондоні оркестрові фестивальні концерти, які отримали назву «ріхтерівські»; в 1899—1911 роках очолював манчестерський «Галле-оркестр», з яким здійснив прем'єру Симфонії № 1 Едварда Елгара.